# Schwaighauser Forst

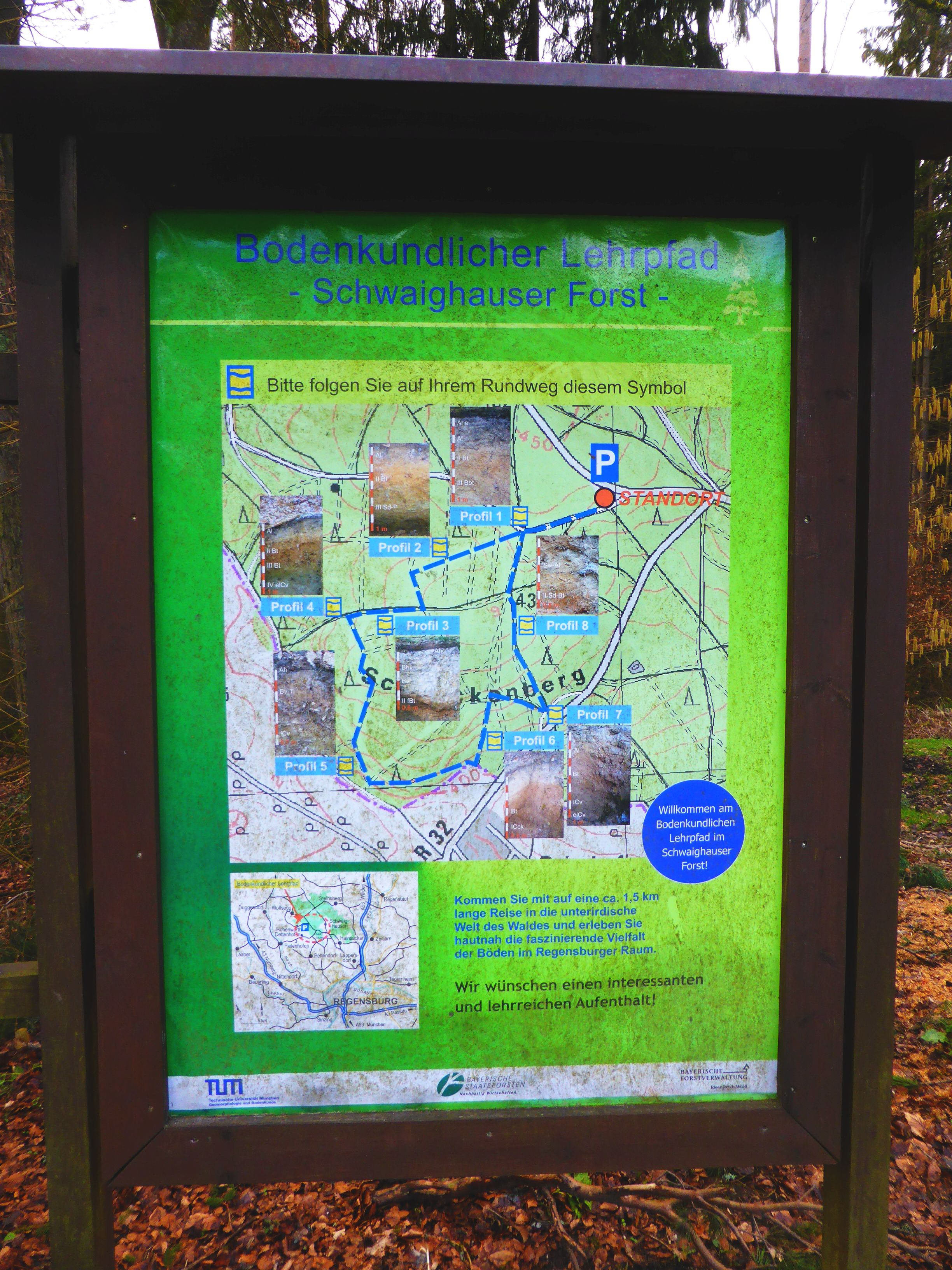
Bodenkundlicher Lehrpfad Schwaighauser Forst

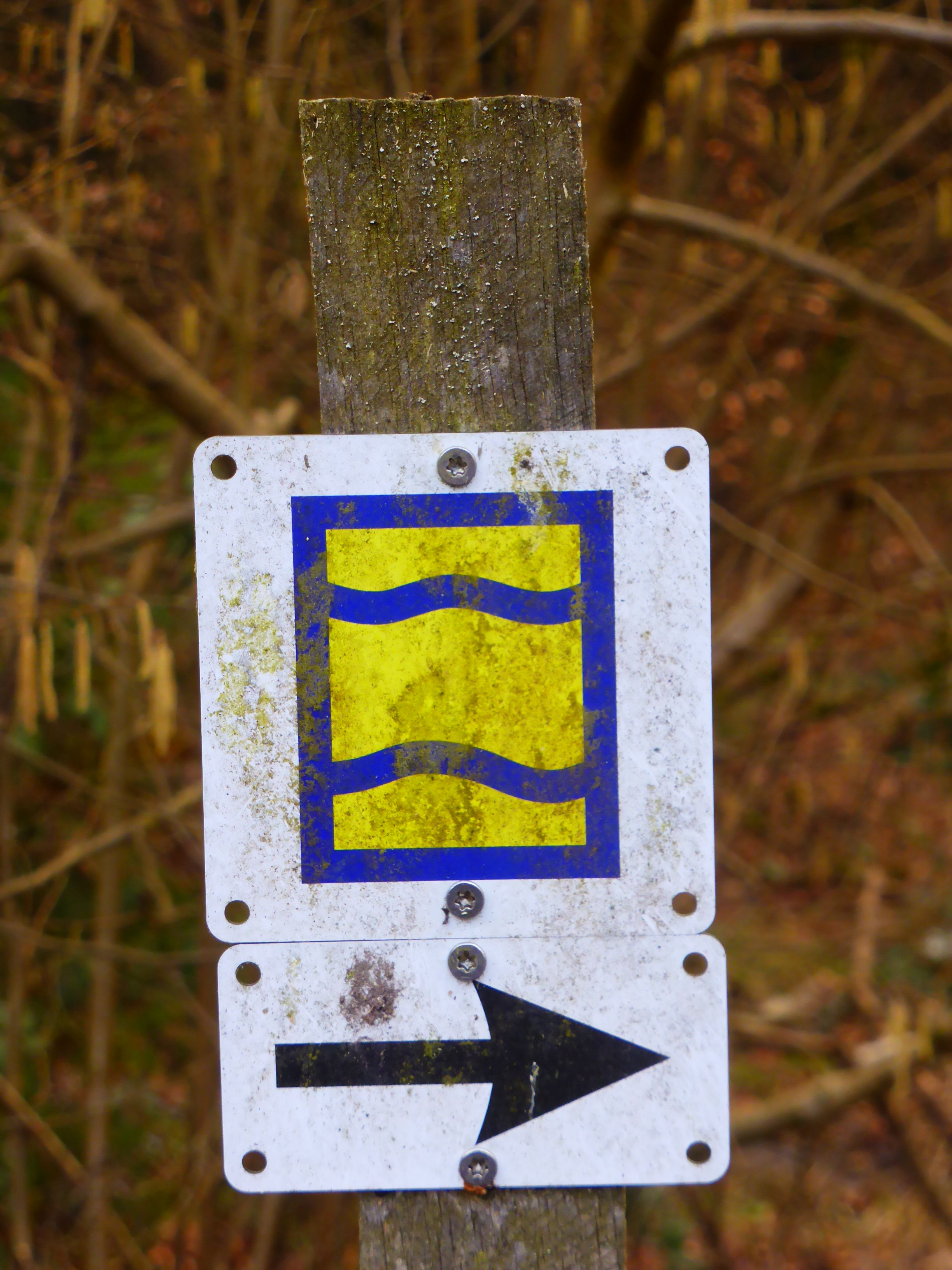
Logo Bodenkundlicher Lehrpfad Schwaighauser Forst

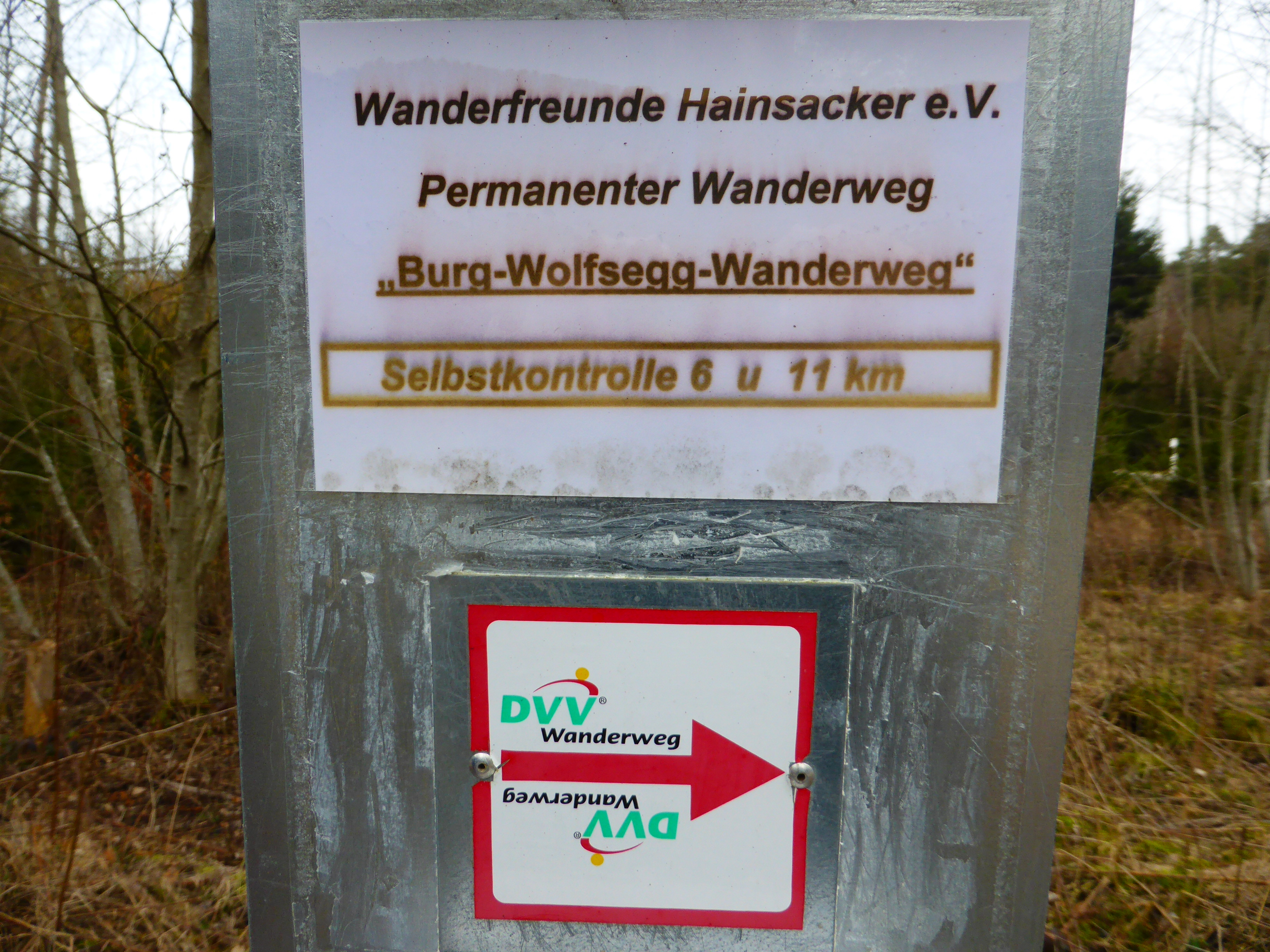
Burg-Wolfsegg-Wanderweg

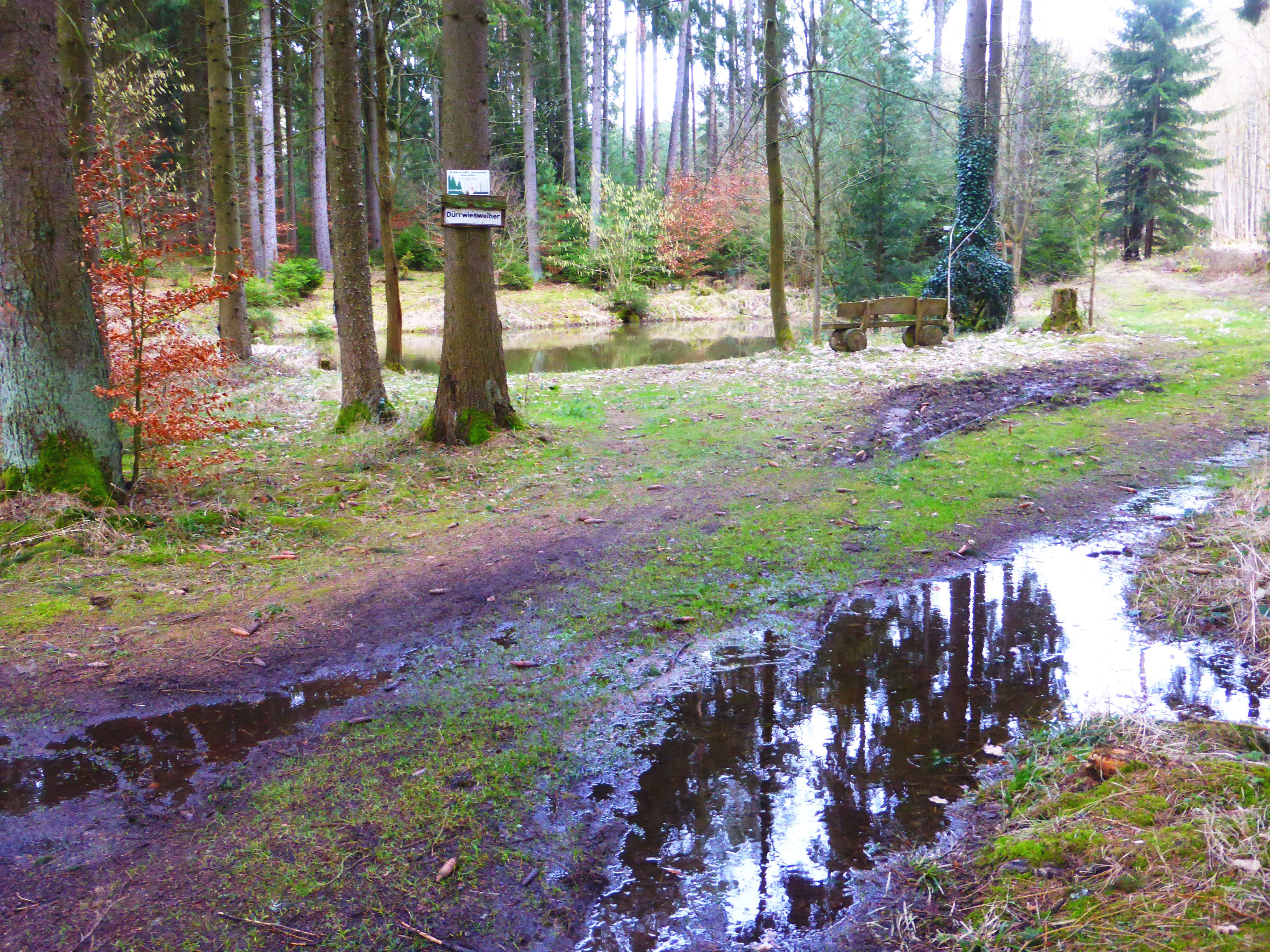
Dürrwiesweiher

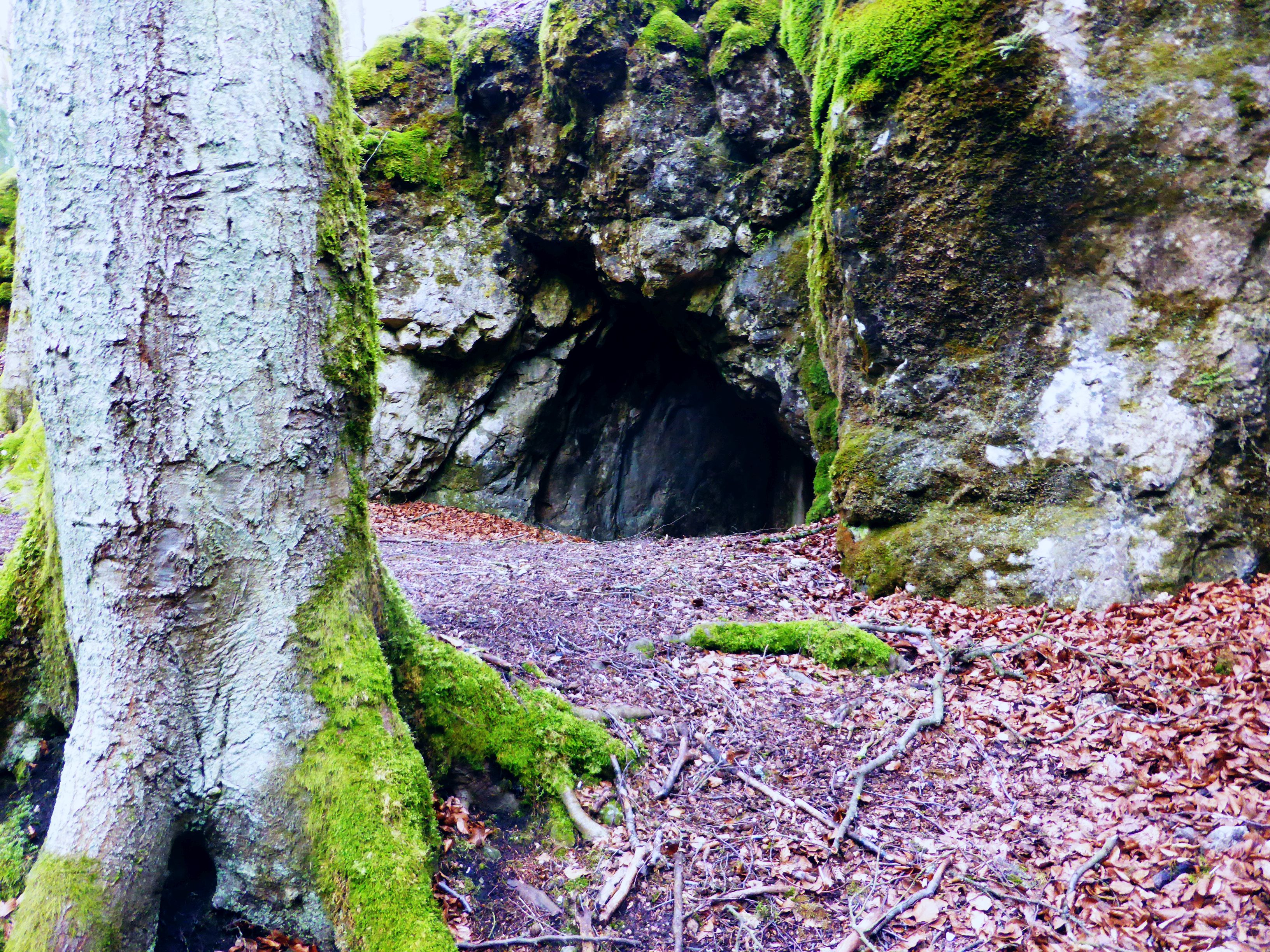
Dürrloch

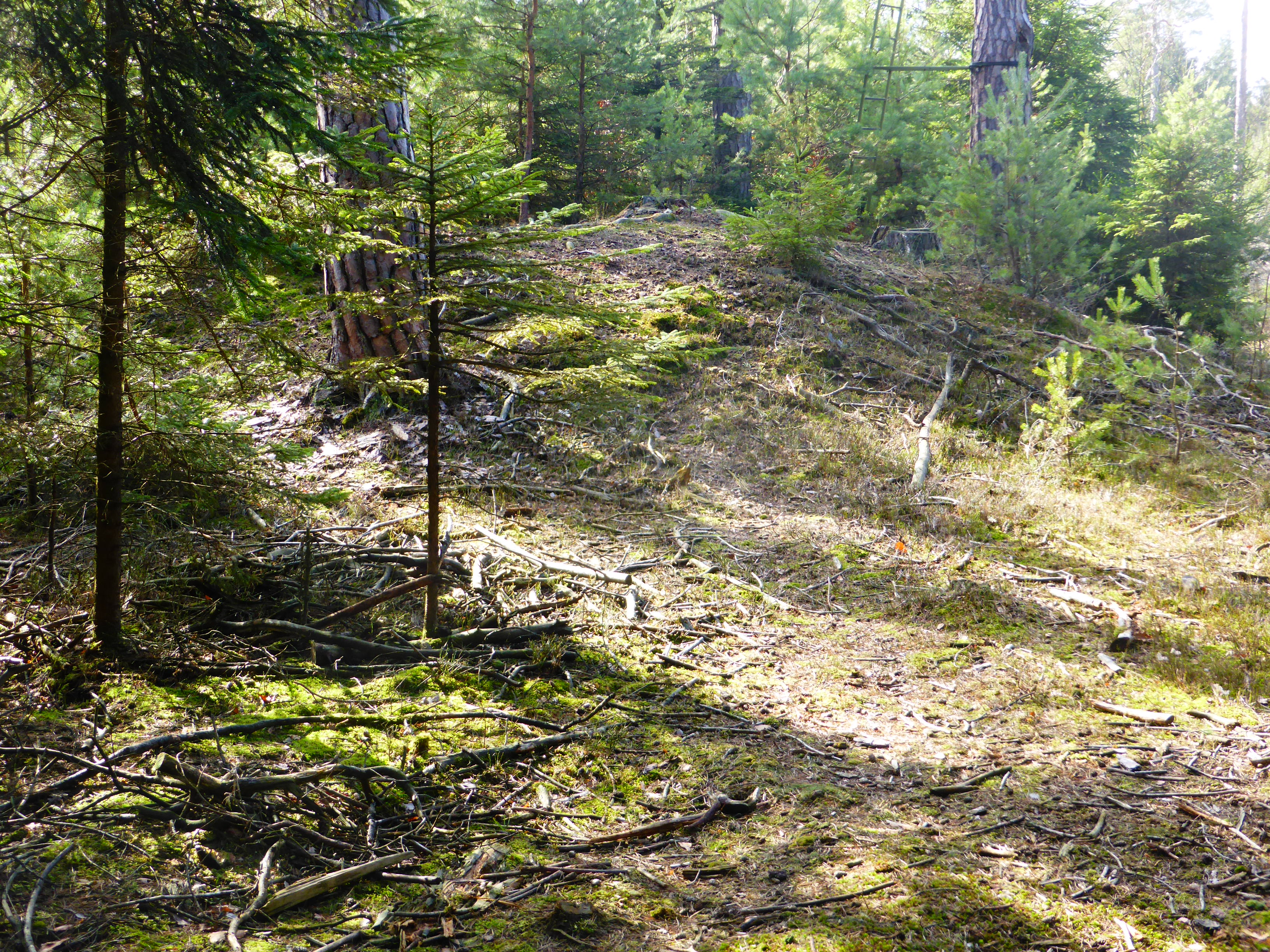
Keltischer Grabhügel in der Nähe der Taferlbuche bei Wolfsegg

Der Schwaighauser Forst ist ein 16,20 km² großes Waldgebiet im Landkreis Regensburg in Bayern.
Die Gemarkung und das ehemals gemeindefreie Gebiet des Schwaighauser Forstes wurde mit Wirkung vom 1. Oktober 2009 auf die Märkte Lappersdorf (2,85 km²)  und Regenstauf (4,21 km²) sowie auf die Gemeinden Pielenhofen (1,25 km²) und Wolfsegg (7,88 km²) aufgeteilt.

## Schutzgebiete
- Wasserschutzgebiet Schwaighauser Forst: Die Verordnung über das Wasserschutzgebiet Schwaighauser Forst ist mit Veröffentlichung im Mitteilungsblatt des Landkreises Regensburg am 1. Oktober 2005 in Kraft getreten, das Schutzgebiet umfasst eine Gesamtfläche von 940 ha.[3]

## Wanderwege
Durch den Schwaighauser Forst führen mehrere, teils mit Streckenlängen oder mit naturkundlichen Erläuterungen versehene Wanderwege.
- Bodenkundlicher Lehrpfad im Schwaighauser Forst am Schneckenberg[4]
- Wanderweg Schwaighausen-Bubach am Forst: Länge 13,49  km, Höhendifferenz 79 m, Gesamtanstieg 280 m[5]
- Burg-Wolfsegg-Wanderweg

## Biotope
In dem Forst befindet sich eine Reihe von Tümpeln (Dürrwiesweiher, Schwarzer See), in denen seltene Frosch- und Krötenarten Deutschlands zu finden sind, z. B. die Gelbbauchunke.

## Historisches
- Dürrloch: In diesem etwa 120 m langen Höhlensystem wurden eiszeitliche Tierknochen, menschliche Skelettreste und Keramikscherben gefunden. Aufgrund von Grabungsfunden ist eine mehrtausendjährige Besiedlung nachgewiesen: Eine Keramik der Münchshöfener Gruppe (4500 v. Chr. bis 3800 v. Chr.), eine Scherbe der Rössener Kultur (mittlere Jungsteinzeit, 4500 bis 4300 v. Chr.), Scherben der Urnenfelderkultur (1300 bis 800 v. Chr.) und der Hallstattzeit (800 bis 450 v. Chr.), ebenso waren mittelalterliche Scherben zu finden.[6] Die Höhle ist ein Quartier für Fledermäuse und wurde aus diesem Grund verschlossen.
- Keltengräber: Im Schwaighauser Forst befinden sich ca. 130 keltische Grabhügel.[7]
- Rüstungsaltlast Hainsacker: Dies ein knapp vier Hektar großes rechteckiges Waldstück in der Nähe von Hainsacker und der ehemalige Sprengplatz des US-Militärs. Hier lagerte die US-Armee bis zu 60 000 Tonnen Gewehrmunition und leichte Artilleriegranaten, die im Kampf gegen die Wehrmacht erbeutet wurden. Die Munition wurde in trichterförmige Löcher vergraben und dann gesprengt.[8][9]
- Munitionslager Schwaighauser Forst : Während der NS-Zeit war von der deutschen Wehrmacht neben dem Weg von Wolfsegg nach Steinsberg ein Lager für Munition und Schwarzpulver angelegt worden. Hier waren bis zum Kriegsende auch russische Zwangsarbeiter beschäftigt. Nach dem Krieg wurde die Munition gesprengt, wobei Jahre später die Bevölkerung die metallenen Granathülsen wieder ausgrub und als Altmetall verkaufte.[10]